# Kyllikki Saari

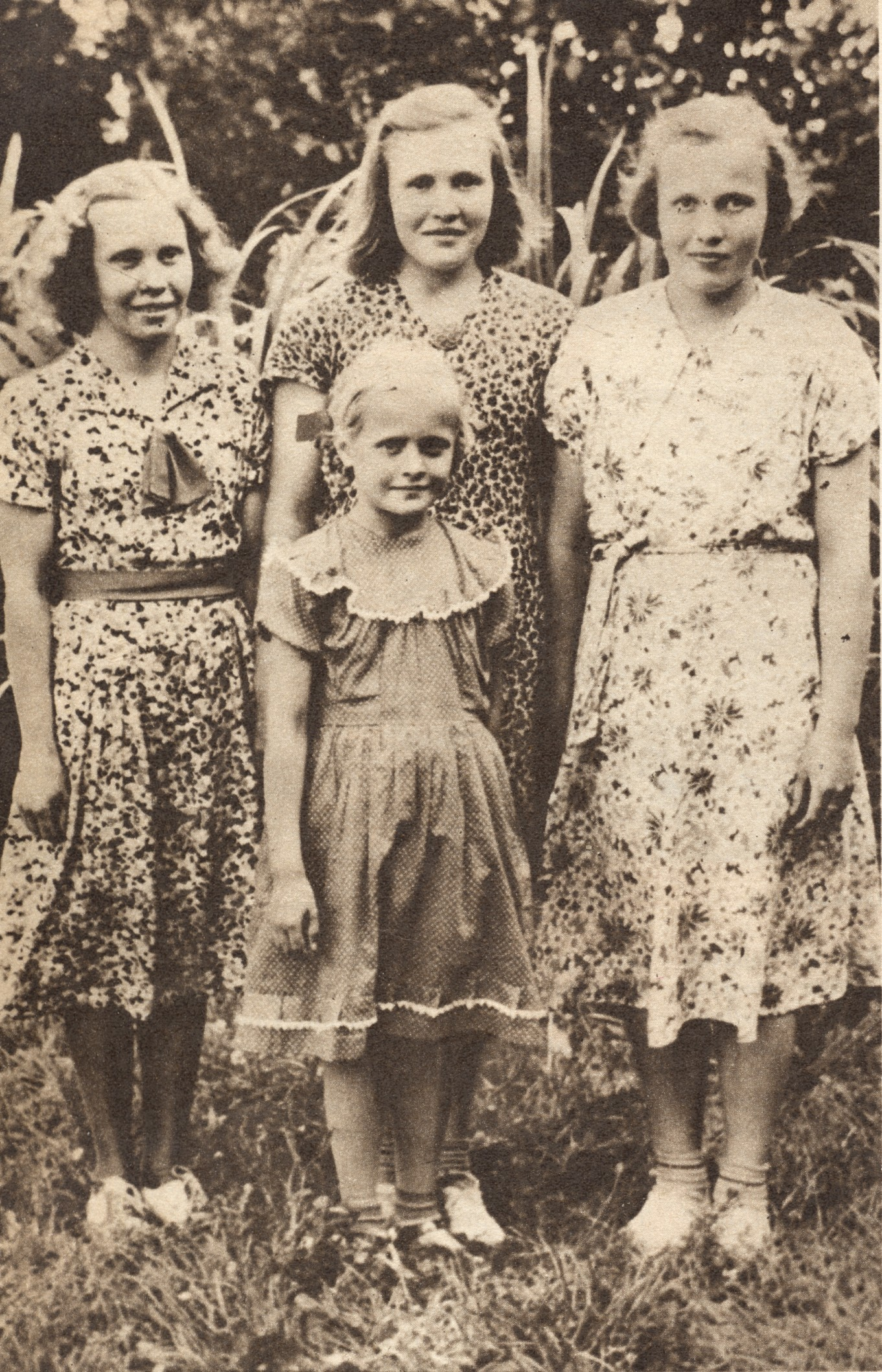
Kyllikki Saari (till höger) tillsammans med sina systrar.

Auli Kyllikki Saari, född 6 december 1935 i Storå, död 17 maj 1953, var en finländsk flicka som föll offer för en okänd mördare.
Den då 17-åriga flickan försvann då hon var på hemväg på cykel från ett religiöst ungdomsmöte. Hennes kropp påträffades i oktober samma år nedgrävd i ett kärr och obduktionen visade att hon avlidit till följd av trubbigt våld mot huvudet. Mordet fick en enorm uppmärksamhet i hela Finland och hennes begravning på hemorten bevistades av närmare 25 000 personer (av vilka knappt 4 000 fick plats inne i kyrkan). 
Detta olösta mord som, vid sidan av Bodommorden 1960, är det kanske mest spektakulära i Finlands kriminalhistoria, har givit upphov till omfattande ryktesspridning och spekulationer som fortsatt genom decennierna. På den plats där flickans lik påträffades har man rest ett enkelt monument, som besökts av ett mycket stort antal personer.